# Vanesa Siley
Vanesa Raquel Siley (Mercedes, 19 de agosto de 1984) es una abogada y política argentina del Partido Justicialista, que se desempeña como diputada nacional por la provincia de Buenos Aires desde 2017. Elegida por Unidad Ciudadana, desde 2019 forma parte del Frente de Todos.

## Biografía
Nació en Mercedes (Provincia de Buenos Aires) en 1984. Se recibió de abogada laboralista. Fue delegada del Ministerio Público de la Defensa en la justicia de la ciudad de Buenos Aires.
Integrante de La Cámpora, su carrera sindical y política se inició en el sindicato de trabajadores judiciales Unión de Empleados Judiciales de la Nación (UJEN). En 2014, impugnó el liderazgo del líder de la UJEN, Julio Piumato, y ganó la secretaría general de la sección 2 de Buenos Aires. Tras su victoria en la capital, dicha sección fue intervenida por Piumato y Siley formó el Sindicato de Trabajadores Judiciales (SiTraJu). También fue elegida secretaria general primera de la Federación de Sindicatos de Trabajadores Judiciales de la República Argentina e integró la Corriente Federal de Trabajadores de la Confederación General del Trabajo de la República Argentina (CGT).
En las Elecciones legislativas de 2017, fue elegida diputada nacional por la provincia de Buenos Aires, siendo la cuarta candidata en la lista de Unidad Ciudadana.
Es presidenta de la comisión de Legislación del Trabajo e integra como vocal las comisiones de Juicio Político; de Justicia; de Legislación General; de Legislación Penal; y de Libertad de Expresión; así como la comisión bicameral permanente del Ministerio Público Nacional. Fue partidaria del proyecto de ley de interrupción voluntaria del embarazo de 2020, que legalizó el aborto en Argentina.
El 27 de diciembre de 2019 tomó posesión como una de las representantes de la Cámara de Diputados en el Consejo de la Magistratura de la Nación. En 2020, presentó una petición de Juicio político contra el presidente de la Corte Suprema, Carlos Rosenkrantz.